# Википедија на нисконемачком језику
Википедија на нисконемачком језику или Википедија на нискосаксонском језику је верзија Википедије на нисконемачком језику, слободне енциклопедије, која данас има 85.461 чланака и заузима на листи Википедија 74. место.